# Ле Биан, Микаэль
Микаэ́ль Ле Биа́н (фр. Mickaël Le Bihan; родился 16 мая 1990 года в Плёмёр, Франция) — французский футболист, нападающий клуба «Кан».

## Клубная карьера
Ле Биан — воспитанник клуба «Лорьян». После окончания академии он сезон выступал за дублирующую команду, после чего подписал контракт с «Седаном». 30 апреля 2010 года в матче против «Генгама» Микаэль дебютировал в Лиге 2. В третьем сезоне он завоевал место основного нападающего. 31 августа 2012 года в матче против «Канна» Ле Биан забил свой первый гол за «Седан».
Летом 2013 года Ле Биан подписал трёхлетний контракт с клубом «Гавр». 2 августа в матче против «Альля» он дебютировал за новую команду, заменив во втором тайме Рияда Махреза. 18 октября в поединке против «Лаваля» Микаэль забил свой первый гол за «Гавр». Во втором сезоне Ле Биан стал лучшим бомбардиром Лиги 2.
Летом 2015 года Микаэль перешёл в «Ниццу». Сумма трансфера составила 1,5 млн. евро. 12 сентября в матче против «Генгама» он дебютировал в Лиге 1. В поединке против «Бордо» Ле Биан забил свой первый гол за «Ниццу». В том же матче он получил перелом берцовой кости, эта травма оставила его вне игры до конца сезона.
1 июля 2021 года в качестве свободного агента официально перешёл в Футбольный клуб Дижон, играющий во 2 французской лиге. Инграет под 8 номером

## Достижения
Индивидуальные
- Лучший бомбардир Лиги 2 (18 мячей) — 2014/2015